# Colibrí calçat pitdaurat
El colibrí calçat pitdaurat (Eriocnemis mosquera) és una espècie d'ocell de la família dels troquílids (Trochilidae) que habita des de l'oest de Colòmbia fins al nord-oest de l'Equador.